# Forest Park (Oklahoma)
Forest Park es un pueblo ubicado en el condado de Oklahoma en el estado estadounidense de Oklahoma. En el año 2010 tenía una población de 998 habitantes y una densidad poblacional de 181,45 personas por km².

## Geografía
Forest Park se encuentra ubicado en las coordenadas 35°30′26″N 97°27′5″O / 35.50722, -97.45139 (35.507260, -97.451432).

## Demografía
Según la Oficina del Censo en 2000 los ingresos medios por hogar en la localidad eran de $55,536 y los ingresos medios por familia eran $60,163. Los hombres tenían unos ingresos medios de $37,000 frente a los $28,250 para las mujeres. La renta per cápita para la localidad era de $25,300. Alrededor del 5.1% de la población estaban por debajo del umbral de pobreza.